# 秋津智承
秋津 智承（あきつ ちしょう、1958年2月21日 - ）は、日本のチェリスト、浄土真宗本願寺派「願船坊」住職。

## 経歴
旧名、秋津 智。広島県出身。浄土真宗本願寺派「願船坊」に生まれる。8歳のころ、桐朋学園大学音楽学部附属子供のための音楽教室広島教室にて斎藤秀雄によりチェロの手ほどきを受ける。1980年に桐朋学園大学、1982年にニューイングランド音楽院を卒業、また、僧籍に入る。
僧侶でチェリストとして、広島を本拠にコンサートやセミナーの主宰を多く手がけ、定期的にソロ、室内楽のコンサートを開く。また、自宅のお寺・願船坊では8月初旬に平和コンサート、大晦日にゆく年くる年コンサートを開催している。
これまでに仙台フィルハーモニー管弦楽団、広島交響楽団、大阪フィルハーモニー交響楽団の首席チェリストを歴任。現在は、相愛大学、広島音楽高等学校、桐朋学園「子供のための音楽教室」広島教室、NHK文化センター広島教室で講師を務める傍ら、水戸室内管弦楽団、サイトウ・キネン・オーケストラのメンバーとして活動中。

## 受賞歴
- 1977年 第46回日本音楽コンクール チェロ部門第2位
- 1986年 第8回チャイコフスキー国際コンクール第7位入賞
- 1996年 第2回エネルギア音楽賞 受賞[3]